# Dianne McIntyre
Dianne McIntyre (Cleveland, 18 luglio 1946) è una ballerina, coreografa e insegnante statunitense.
Di origine afroamericana, i suoi lavori degni di nota comprendono: Their Eyes Were Watching God: A Dance Adventure in Southern Blues (Un coreodramma), un adattamento del romanzo di Zora Neale Hurston Their Eyes Were Watching God (I loro occhi guardavano Dio), così come le produzioni di why i had to dance (perché dovevo ballare), spell #7, e for colored girls who have considered suicide when the rainbow is enuf (per ragazze nere che hanno preso in considerazione il suicidio quando l'arcobaleno è abbastanza), con testo di Ntozake Shange. Ha vinto numerosi premi per il suo lavoro tra cui una nomination all'Emmy, tre Bessie Awards e un Helen Hayes Award. È membro degli Stage Directors and Choreographers Society, dell'American Society of Composers, Authors and Publishers e della Dramatists Guild of America.

## Primi anni ed educazione
Dianne McIntyre è nata a Cleveland, nell'Ohio, da Dorothy Layne McIntyre, la prima donna afro-americana ad essere autorizzata dall'Autorità aeronautica civile e da Francis Benjamin McIntyre. All'età di quattro anni Dianne iniziò a studiare danza classica sotto la guida di Elaine Gibbs dopo aver visto Janet Collins nella produzione di Aida da parte della Metropolitan Opera Company di Cleveland. Da adolescente studiò danza moderna con Virginia Dryansky.
Nel 1964 Dianne si laureò alla John Adams High School prima di frequentare l'Università statale dell'Ohio. Lì studiò per la prima volta il francese con l'intenzione di diventare una linguista presso le Nazioni Unite, ma si specializzò in danza durante il suo terzo anno dopo aver frequentato un corso di storia della danza con Shirley Wynne. Dianne ricordava: "Nel mio terzo anno, dissi, devo smetterla di prendermi in giro. [...] I corsi di storia della danza mi hanno davvero cambiato fino a dire: "Sì, vai, se è quello che vuoi fare". Durante la sua permanenza nello stato dell'Ohio, l'università le commissionò una coreografia per una serata con Lucas Hoving, Doris Humphrey e Anna Sokolow. Nel 1966 la McIntyre partecipò all'American Dance Festival, dove in seguito ritornò come membro della facoltà nei primi anni '90 e nel 2008.

## Carriera
Mentre frequentava i corsi di laurea alla Ohio State University, la responsabile del dipartimento di danza, Helen P. Alkire propose il nome della McIntyre per un posto presso l'Università del Wisconsin, a Milwaukee, dove poi McIntyre fu assunta. Lì fece coreografie per un anno prima di trasferirsi a New York City nel 1970.
A New York la McIntyre studiò con Viola Farber e Gus Solomons Jr. tra gli altri. In un seminario con Anna Sokolow, il Nikolais Dance Theatre, Judith Dunn e Bill Dixon si ritrovò attratta dal legame tra la composizione di una danza e il jazz d'avanguardia e il free jazz. Iniziò a partecipare alle prove dei musicisti jazz, come i Master Brotherhood, dove insegnò a se stessa come passare al jazz. La sua partecipazione frequente alle prove dei Master Brotherhood le valse il soprannome di "Ballerina del Cancro", perché era nata a luglio. La McIntyre ricorda "una sensazione di quel tempo nel Black Arts Movement" come la fonte della sua passione per la combinazione di danza e jazz dal vivo. Spiegò che "molti di noi artisti che erano neri, in qualunque campo specifico, avevamo una consapevolezza di ciò che il nostro lavoro stava dicendo per l'avanzamento della consapevolezza della nostra razza e del nostro posto nella società".
Dopo essersi trasferita a New York nel 1970, la McIntyre si esibì con la compagnia di danza di Gus Solomon Jr. per 2 anni. McIntyre tenne il suo primo concerto da solista al Clark Center for the Performing Arts. Sotto la guida di Louise Roberts, direttrice del Clark Center, McIntyre fondò lo studio e la compagnia di Harlem, Sounds in Motion, nel 1972. In seguito tenne concerti al Cubiculo Theatre e alla Washington Square Church, mentre sosteneva i suoi sforzi di tasca sua.

### Sounds in Motion
Durante questo periodo lavorò part-time presso la New York Public Library for the Performing Arts nella raccolta danza. Su consiglio di altri McIntyre iniziò a fare richiesta di sovvenzioni per finanziare il suo progetto quando Sounds in Motion entrò a far parte del programma di tournée di danza del National Endowment for the Arts. Sounds in Motion fece spettacoli in luoghi come il Joyce Theatre, la Brooklyn Academy of Music e il John F. Kennedy Center for the Performing Arts, oltre a fare tournée in Europa. Durante questo periodo, i lavori di Sounds in Motion comprendevano Life's Force (1979), creato in collaborazione con Ahmed Abdullah mentre Sounds in Motion era in residenza, Take Off From a Forced Landing (1984), basato sulle esperienze di sua madre come aviatrice e uno spettacolo nel 1986 basato sul romanzo di Zora Neale Hurston del 1937, Their Eyes Were Watching God. Durante gli anni '70 e '80, Sounds in Motion era l'unico studio di danza moderno che si poteva trovare ad Harlem. Lo studio era uno spazio in cui ciò che McIntyre definiva "la folla della cultura", un'etichetta che includeva non solo ballerini e musicisti, ma studiosi, attivisti e artisti di tutti i campi, poteva riunirsi e impegnarsi nel promuovere il movimento della consapevolezza Nera. Molti studenti che hanno studiato con McIntyre presso lo studio Sound in Motion hanno raggiunto risultati importanti, tra questi Jawole Willa Jo Zollar, fondatrice di Urban Bush Women.
Sedici anni dopo la sua fondazione, McIntyre chiuse Sounds in Motion nel 1988 per dedicarsi al lavoro indipendente. A lei viene attribuito il rinnovato interesse per l'opera della pioniera della danza moderna Helen Tamiris attraverso il rifacimento del capolavoro della Tamiris del 1937, How Long, Brethren? nel 1991. Come freelance, McIntyre coreografò le produzioni di Broadway di Mule Bone (1991), l'originale e la ripresa di Paul Robeson (rispettivamente nel 1988 e 1995) e King Hedley II (2001). Off-Broadway McIntyre ha anche coreografato Spell# 7 del premio Obie Award Ntozake Shange presso The Public Theatre e per il West End di Londra, ha coreografato King, the Musical. Le sue coreografie sono apparse anche in televisione in Miss Evers' Boys (1997) sulla HBO, per la quale ebbe la nomination per un Emmy Award per Outstanding Choreography e nel film del 1998 Beloved, basato sul romanzo omonimo di Toni Morrison. La PBS fece un profilo della McIntyre nel documentario in tre parti del 2001, Free to Dance, una coproduzione tra l'American Dance Festival e il John F. Kennedy Center for the Performing Arts.
Nel 2011 McIntyre lavorò come coreografa per il film Fun Size. Nel 2012 Sounds in Motion si riunì all'American Dance Guild Festival dove interpretarono Life's Force con Ahmed Abdullah. Quello stesso anno coreografò Crown al Goodman Theater di Chicago.
La McIntyre è stata artista e insegnante ospite in numerose istituzioni tra cui l'American Dance Festival, la Jacob's Pillow Dance e il Bates Summer Dance Festival. È stata anche docente al Sarah Lawrence College.

### Collaborazione con Ntozake Shange
Ntozake Shange incontrò per la prima volta la McIntyre come studentessa e artista presso la compagnia di danza di McIntyre, Sounds in Motion. Da allora le due hanno collaborato a diverse opere, tra la produzione di  Spell #7 del 1979 della Shange da parte del The Public Theatre, in Ntozake Shange: A Retrospective nel festival del 2007 del New Federal Theatre, l'opera di un atto di Shange, It has not Always Been This Way e nel 2012 il choreopoem di Shange e why i had to dance, prodotto da Oberlin College e Cleveland PlayhouseSquare. Prima della première di why i had to dance la McIntyre si unì a Shange nel suo discorso all'Oberlin, discutendo del lavoro di Shange del 2011, lost in language & sound: or how I found my way to the arts. Nel 2013 il programma di studi africani del Barnard College e il consorzio per gli studi interdisciplinari critici hanno ospitato una conferenza di due giorni intitolata The Worlds of Ntozake Shange. Durante l'ebento McIntyre e Shange hanno discusso il loro lavoro insieme e l'eredità della loro collaborazione. Nel 2014 McIntyre tornò a Barnard per tenere un seminario sul movimento per un corso sull'opera e l'influenza di Ntozake Shange. Nell'autunno del 2014 McIntyre ha creato una nuova coreografia della Shange in anteprima al Brooklyn e al Kelly Strayhorn Theatre di Pittsburgh, in Pennsylvania.

## Lavori scelti
- Life's Force (1979)[2]
- spell #7 (1979)[5]
- for colored girls who have considered suicide when the rainbow is enuf (1982)[2]
- Take Off From a Forced Landing (1984)[2]
- Their Eyes Were Watching God (1986)[2]
- Langston Hughes: The Dream Keeper (1988)[2]
- How Long, Brethren? (1991)[2]
- Miss Evers' Boys (1997)[2]
- Beloved (1998)[2]
- It Hasn't Always Been This Way (2007)[13]
- Joe Turner's Come and Gone (2009)[2]
- Just Yesterday (2010)[2]
- Open the Door Virginia! (2005)[2]
- Front Porch Lies and Other Conversations (2007)[2]
- Daughter of a Buffalo Soldier (2005)[2]
- why i had to dance (2012)[14]

## Premi e riconoscimenti
- 1989, 1997, 2006 Bessie Awards[2]
- 1993, 1996 Helen Hayes Awards Resident Design
- 1997 Emmy Award per Outstanding Choreography
- 2006 Cleveland Arts Prize Lifetime Achievement Award for Dance[17]
- 2007 John S. Guggenheim Fellowship[5]
- 2008 Balasaraswati/Joy Ann Dewey Beinecke Chair for Distinguished Teaching[7]
- 2009 Honorary Doctor of Fine Arts from State University of New York Purchase[6]
- 2015 Doris Duke Impact Award Doris Duke Performing Artist Award[18]
- 2016 Doris Duke Artist Award Doris Duke Performing Artist Award[18]